# Delias melusina
Delias melusina é uma borboleta da família Pieridae. Foi descrita por Otto Staudinger em 1890. É encontrada no reino da Australásia, onde é endémica de Celebes.
A envergadura é de cerca de 78 milímetros. Esta espécie é semelhante à Delias agostina, mas é consideravelmente mais escura e com bordas escuras mais largas na parte de baixo dos membros posteriores. As fêmeas são notavelmente semelhantes em aparência a Delias kuehni, mas podem ser distinguidas pelo pó preto na área basal.